# 메리 맥패든
메리 맥패든(Mary McFadden, 1938년 10월 1일 ~ 2024년 9월 13일)은 미국의 미술수집가, 편집장, 패션 디자이너, 작가이다.
뉴욕시에서 태어나 어린 시절을 테네시주 멤피스 밖 면화농장에서 보냈다. 아버지가 사망한 뒤 뉴욕시 웨스트버리로 이주하여 폭스크로프트 스쿨로 보내졌고 그곳을 졸업했다. 컬럼비아 대학교를 다녔다.